# Yūto Nagamine
Yūto Nagamine (japanisch 長峰 祐斗 Nagamine, Yūto; * 28. März 2000 in der Präfektur Saitama) ist ein japanischer Fußballspieler.

## Karriere
Yūto Nagamine erlernte das Fußballspielen in der Jugendmannschaft der Sakado Diplomats, in der Schulmannschaft der Saitama Heisei High School, sowie in der Universitätsmannschaft der Takushoku-Universität. Seit dem 13. August 2021 ist er von der Universität an den Zweitligisten Zweigen Kanazawa ausgeliehen. Sein Zweitligadebüt gab Yūto Nagamine am 4. September 2021 (28. Spieltag) im Heimspiel gegen den FC Machida Zelvia. Hier wurde er nach der Halbzeitpause für Taiki Watanabe eingewechselt. Machida Zelvia gewann das Spiel mit 4:0 Toren. Die Saison 2021 stand er 15-mal in der zweiten Liga auf dem Spielfeld. Nach der Ausleihe wurde er am 1. Februar 2022 fest von Zweigen unter Vertrag genommen. Am Ende der Saison 2023 belegte er mit Zweigen den letzten Tabellenplatz und musste somit den Weg in die dritte Liga antreten.